# Lista de bairros e conjuntos habitacionais de Feira de Santana

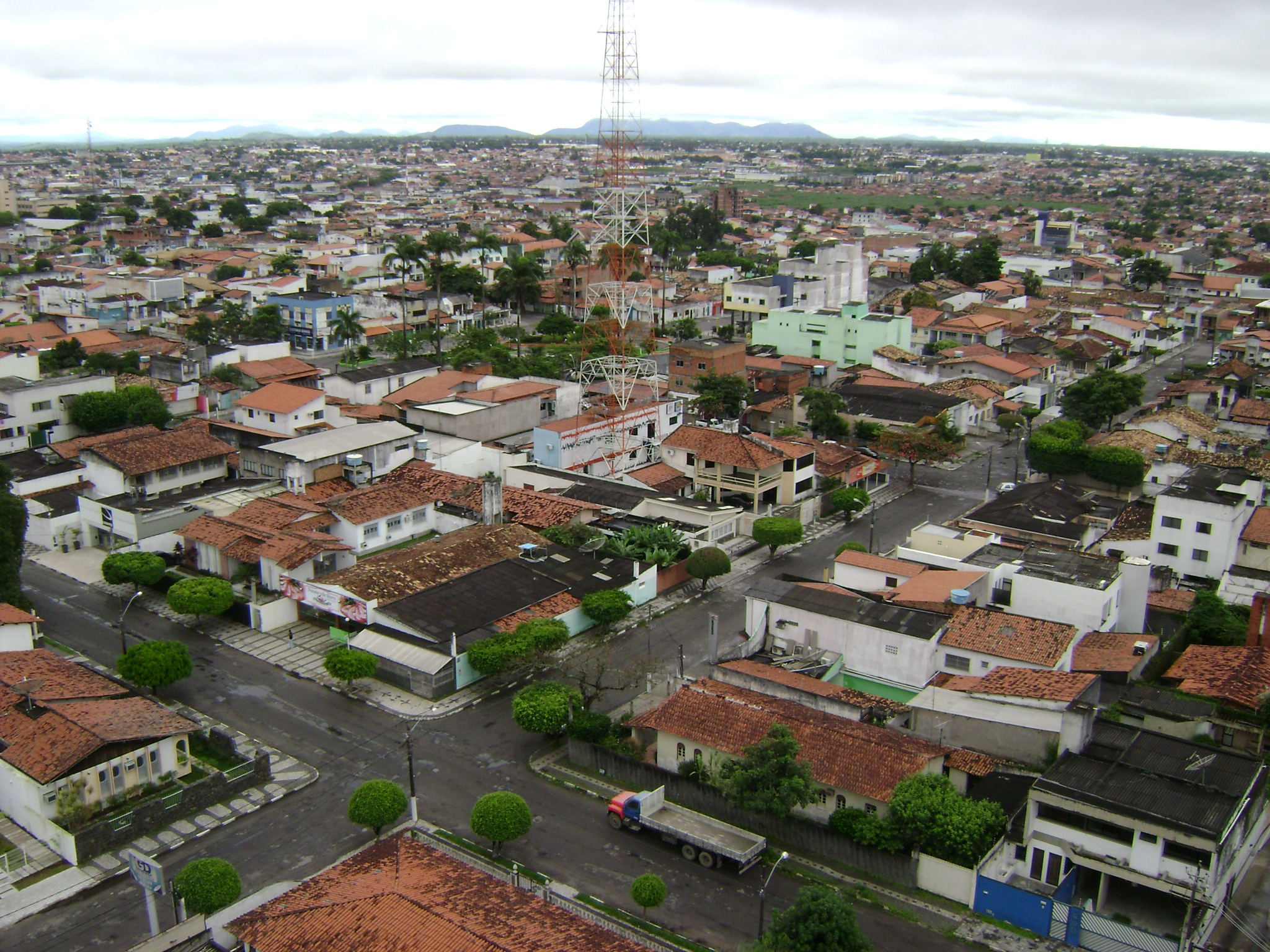
Vista parcial da cidade.

Esta lista contém bairros e conjuntos habitacionais de Feira de Santana. Há também informações sobre os bairros de Feira, um município brasileiro localizado na Bahia, organizadas por seções.

## 35º BI[1]
Situado ao lado do Batalhão de Infantaria, o bairro possui cerca de 800 habitantes. Em sua localidade, existia a Fazenda da Copa, a qual foi vendida em lotes de terra. O bairro fica próximo a órgãos importantes, como o Hospital Geral Cleriston Andrade, o Hospital Estadual da Criança, o Complexo Policial, o Sest/Senat, o Sesc e o próprio Batalhão de Infantaria. O bairro goza, ainda, de certa tranquilidade, mas ultimamente tem passado por alguns problemas com relação a violência e drogas. A comunidade com suas próprias economias, está, há cerca de 7 anos, construindo o Centro Paroquial Nossa Senhora do Rosário.

## Baraúnas[1]
Ganhou este nome em virtude da presença dos muitos pés da árvore conhecida como Baraúna. Fica entre o bairro Sobradinho e a Avenida José Falcão da Silva. O último censo contou 8.093 habitantes no bairro.

## Brasília[1]
Era uma chácara da família do Coronel Agostinho Froés da Mota. Toda cercada de eucaliptos, ali cultivava-se de tudo. Em 1955, a família loteou o terreno, preservando a casa sede da chácara.
O primeiro nome do bairro foi Chácara de D. Lolô, em homenagem à segunda esposa do Coronel.
Passou a chamar-se Brasília posteriormente, em homenagem à capital federal, que estava sendo construída na época; a ideia de batismo foi do então deputado Hamilton Cohim.

## Jardim Acácia[1]
Esta árvore está relacionada aos símbolos maçônicos e seu nome foi escolhido pelo proprietário do loteamento, Walter Ribeiro Souza Costa, que é Maçom.

## Jardim Cruzeiro[1]
Bairro onde estão situados o estádio da cidade "Joia da Princesa" e a Paróquia de Nosso Senhor do Bonfim. Conta com 14.694 habitantes. No Jardim Cruzeiro, encontram-se também o Observatório Antares, mantido pela UEFS (Universidade Estadual de Feira de Santana); o Hospital Inácia Pinto dos Santos (mais conhecido como Hospital da Mulher); e a AABB (Associação Atlética Banco do Brasil).

## Papagaio[1]
Abrigou o extinto Instituto Baiano do Fumo. Hoje, pertence à Arquidiocese de Feira de Santana.

## Santa Mônica[1]
A origem do bairro está claramente ligada ao advento, em 1950, dos frades capuchinhos para Feira de Santana, acolhidos pelo fazendeiro Fraterno Elisário, que doou uma porção de terra para a instalação do atual conjunto religioso: Convento, Igreja dos Capuchinhos, Colégio Santo Antônio, Rádio Sociedade e Unidade de Ensino Superior de Feira de Santana (UNEF).
Mais tarde, teve muitos lotes adquiridos pelo empresário Modesto Cerqueira, dono da TV Subaé e diversas concessionárias de veículos na cidade.